# Батюшка онлайн
«Ба́тюшка онла́йн» — проект по православному онлайн-консультированию в интернете. В рамках проекта священники Русской православной церкви отвечают на вопросы по Библии, вере и церковной жизни, а также о светских вопросах с позиций православия. Консультации проводятся в социальных сетях (ВКонтакте, Instagram, YouTube, TikTok и Одноклассники) и на официальном сайте.

## История
Основательница проекта Надежда Земскова, преподаватель Ульяновского государственного технического университета отмечала: «Идея проекта „Батюшка онлайн“ родилась в Православном клубе при УлГТУ, и связано это с тем, что молодёжи особо необходимо общение со священниками. Мы в этом наглядно убедились, когда стали приглашать батюшек на наши мероприятия в университете. Студенты всегда активно участвуют в дискуссии, задают множество вопросов, даже остаются после встреч, чтобы пообщаться с батюшкой. Но не все успевают задать, некоторые просто стесняются что-то спросить. Поэтому мы решили создать такой интернет-ресурс, где каждый человек смог бы задать свой вопрос и практически сразу, в режиме онлайн, получить от батюшки ответ». Проект был запущен 27 марта 2011 года как группа в социальной сети ВКонтакте и получил благословение архиепископа Симбирского и Мелекесского Прокла (Хазова). В проекте сразу же стали участвовать священники разных епархий Русской православной церкви.
6 августа 2017 года авторы проекта «Батюшка онлайн» запустили женский паблик «Матушка онлайн», в котором на вопросы читателей отвечают жёны священников. 24 марта 2018 года запущен паблик «Батюшка онлайн дети», в котором батюшки со своими детьми и крестниками ведут прямые эфиры и отвечают на вопросы юных читателей со всего мира.
В 2018 году была представлена «живая версия» проекта — лекции для школьников. Также по материалам проекта издано две книги: «Любовь» (2017 г.) и «Вера» (2019 г.) с ответами батюшек на самые интересные вопросы подписчиков.

## Оценки деятельности
Как отмечает журналист «Радио Свобода» Сергей Гогин, «если вчитаться в ответы батюшек на вопросы, требующие компетенции психолога, становится ясно, что они зачастую носят общий характер и сводятся к набору стандартных рекомендаций: ходите в храм, участвуйте в таинствах, соблюдайте заповеди, молитесь и уповайте на волю Господа».
В журнале «Сноб» отмечается, что «читателям предлагают что-то пожертвовать», при этом «для верующих людей это довольно полезный ресурс», хотя «контент поставляется не особенно качественно. Они часто повторяются», а в целом «это выглядит на уровне 1995 года».
Ульяновский религиовед Василий Дронов отмечает о «живой версии» проекта, что «нельзя говорить языком Евангелия с детьми, которые его не читали», а «любые публичные разговоры с подростками об интимных отношениях — провокация. Это слишком личное».
Губернатор Ульяновской области Сергей Морозов заявил, что «Батюшка онлайн» ведет работу «совместно с министерством образования» и что с появлением проекта «многие люди стали ближе к Богу».
Доцент кафедры психологии Ульяновского педуниверситета Инна Семикашева о той же «живой версии» отмечает, что «тема отношений с противоположным полом для подростков актуальна, но если они услышат, что надо „любить, даже если тебя не любят“, то невроз гарантирован, если не хуже».

## Награды
- В 2015 году в номинации «Просветитель года» конкурса «Общественное признание», проводимого Общественной палатой Ульяновской области, победила основательница конкурса Надежда Земскова[13].
- В 2016 году проект «Батюшка онлайн» стал лауреатом Всероссийского фестиваля достижений молодёжи «Славим Отечество» Фонда социально-культурных инициатив Светланы Медведевой в номинации «Сохранение духовно-нравственных ценностей в современном информационном пространстве»[14].